# 이계록 (1906년)
이계록(李季祿, 1906년 ~ ?)은 일제강점기와 대한민국 건국 초기의 관료로, 기업인으로도 활동했다.

## 생애
경상북도 김천군 출신이다. 일본에 유학하여 니혼 대학 법과를 졸업하고 돌아온 뒤 조선총독부 관리가 되었다. 강원도 원주군에서 근무를 시작하여 강원도 내무부 지방과에서 도속으로 재직하였다.
중일 전쟁 발발 직후 국민정신총동원조선연맹의 강원도 지부 결성에 참여하는 등 전쟁에 협력한 바 있고, 일제 강점기 말기에는 평창군 군수로 승진하였다. 평창군수이던 1943년을 기준으로 종7위에 서위되어 있었다. 이때부터 경성부에서 금융업과 토건업에 손을 대는 등 기업인으로도 활동하였다.
태평양 전쟁 종전 후 미군정에서 고위 관리로 발탁되었다. 강원도 철공부장, 상공국장, 토목국장, 내무국장 등 요직을 역임하였다.
대한민국 제헌국회 총선과 대한민국 제2대 총선에서는 강원도 선거위원회 위원에 선임되기도 하였다.
춘천을 중심으로 기업가로도 활발한 활동을 보였다. 강원토건협회 회장, 조선토건연합회 이사, 강원도물자운영조합 부이사장, 춘천대동건설주식회사 사장 등을 지냈다.
2008년 민족문제연구소가 정리한 친일인명사전 수록예정자 명단 중 관료 부문에 포함되었다.

## 참고 자료
- 이계록(李季祿) - 국사편찬위원회